# The Hobo
The Hobo è un film del 1917 diretto da Arvid E. Gillstrom con Oliver Hardy.